# Polygala alpestris
Polygala alpestris är en jungfrulinsväxtart. Polygala alpestris ingår i släktet jungfrulinssläktet, och familjen jungfrulinsväxter.

## Underarter
Arten delas in i följande underarter:
- P. a. alpestris
- P. a. angelisii
- P. a. croatica

## Bildgalleri

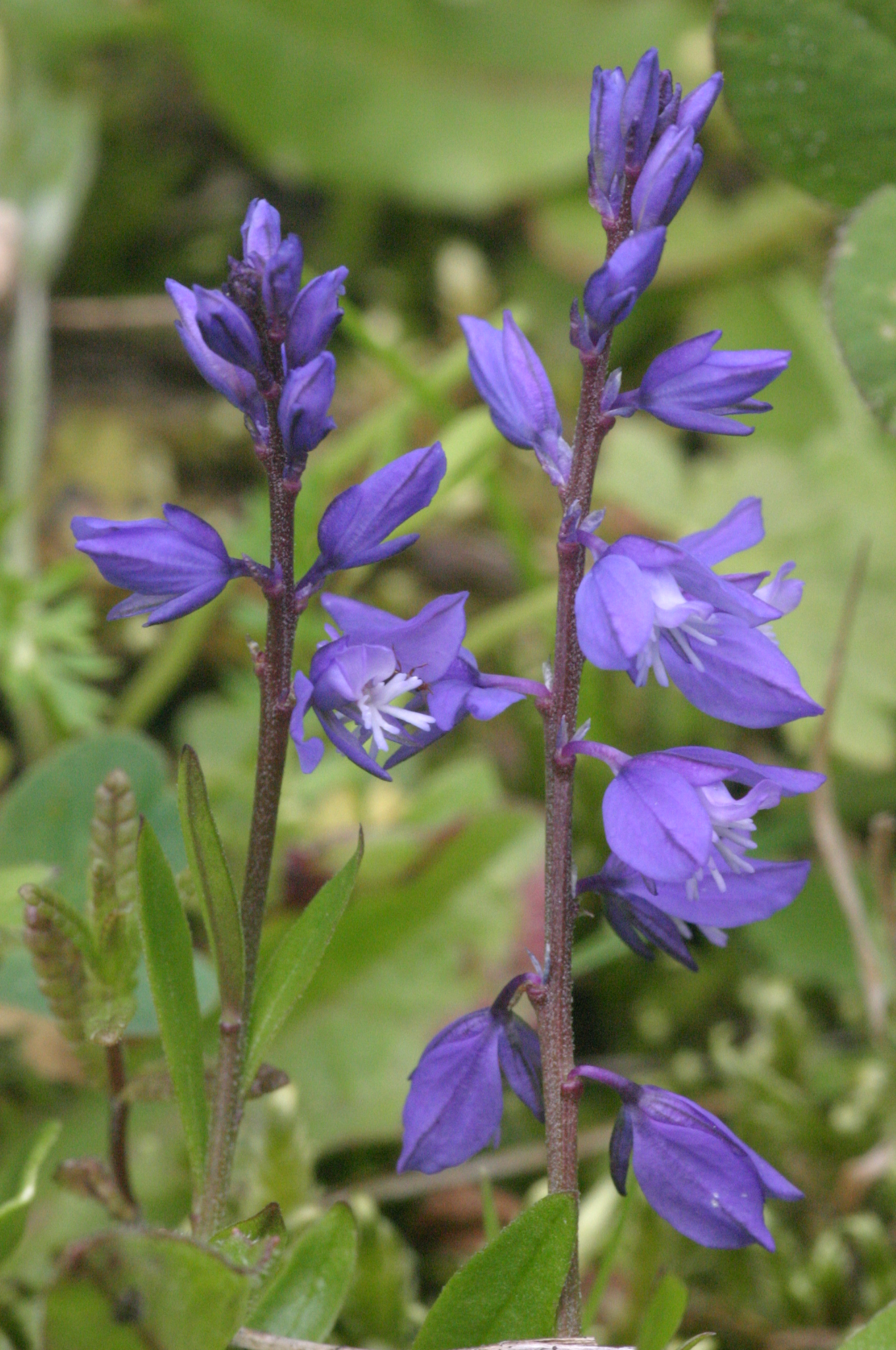
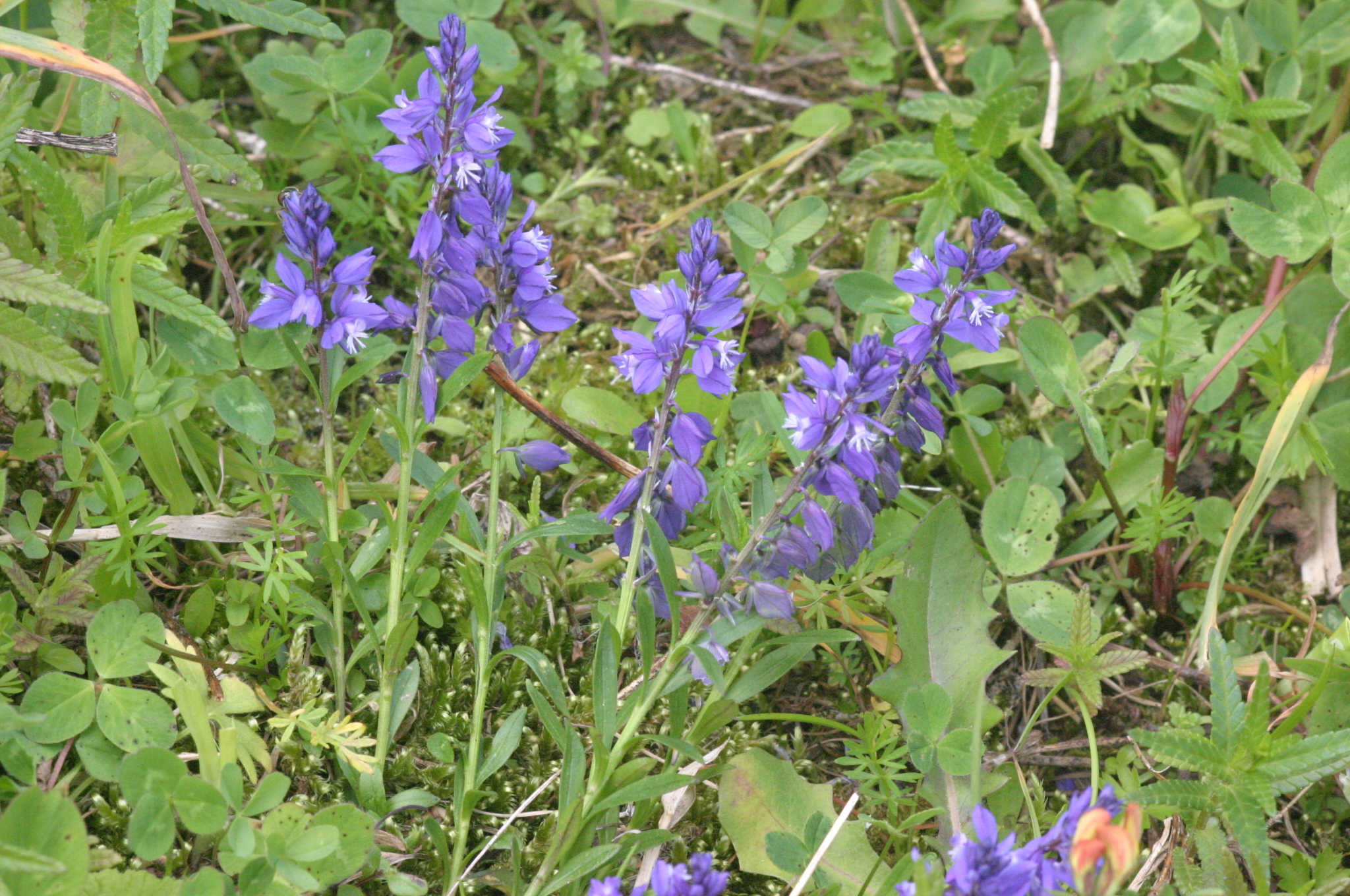